# Hans Christian Branner
Hans Christian Branner (* 23. Juni 1903 in Ordrup; † 24. April 1966 in Kopenhagen) war ein dänischer Schriftsteller.

## Leben
Hans Christian Branner verlor früh seinen Vater. Er studierte nur kurze Zeit und arbeitete anschließend in den Jahren 1923 bis 1931 als Lagerverwalter in einem Verlag. Er unternahm mehrere Versuche, eine Schauspielkarriere zu beginnen, die aber sämtlich scheiterten. Von 1932 an arbeitete er als freier Schriftsteller.
Branner verfasste komplexe psychologische Romane und Novellen, die sich stark von Virginia Woolf beeinflusst zeigten, wobei er sich technisch bevorzugt des „Stream of Consciousness“-Verfahrens bediente, um die Isolation des Menschen zu thematisieren. Auf intensive Weise thematisierte er Ängste und den immer jungen Konflikt von Macht und Gewissen.
Des Weiteren schrieb er humorvoll-ironische, simpel strukturierte Schauspiele und Erzählungen, die starke Bezüge zur Technik Henrik Ibsens aufweisen. In seinen Essays und Hörspielen vertrat Branner nachdrücklich humanistische Ideale.
„Auf dem Gebiet des Hörspiels hatte Branner mit Illusion wohl einen der größten und dauerhaftesten internationalen Erfolge, die je ein Rundfunktext errang“ (Reclams Hörspielführer). Neben seiner schriftstellerischen Tätigkeit übersetzte er britische und amerikanische Romane ins Dänische.

## Werke
- Ein Dutzend Menschen, 1936
- Traum um eine Frau, 1941
- Zwei Minuten Schweigen, 1944
- Der Reiter, 1949
- Die Geschwister, 1952
- Ariel, 1963.
- Erzählungen, deutsch von Fritz Nothardt. Bibliothek Suhrkamp, Frankfurt am Main 1967.